# Luciąża (województwo zachodniopomorskie)
Luciąża (niem. Sack) – wieś w Polsce położona w województwie zachodniopomorskim, w powiecie gryfickim, w gminie Płoty.
Po II wojnie światowej miejscowość funkcjonowała pod przejściową nazwą Saki.
W latach 1975–1998 miejscowość administracyjnie należała do województwa szczecińskiego.